# Ruisseau du Thus
Le ruisseau du Thus est une  rivière du sud de la France c'est un affluent du Ciron donc un sous-affluent de la Garonne.

## Géographie
De 15,8 km de longueur, le ruisseau du Thus est une rivière qui prend sa source dans les Landes de Gascogne sur la commune de Maillas dans le département des Landes et se jette dans le Ciron en rive gauche sur la commune de Escaudes en Gironde.

## Départements et communes traversés
- Landes : Maillas.
- Gironde : Escaudes, Giscos, Goualade.

## Principaux affluents
- Ruisseau de Verrouils : 5,9 km
- Le Luxey : 9,2 km
- Ruisseau de Maynias ou ruisseau de Giscos: 13,5 km